# Вересень 2020
Вересень 2020 — дев'ятий місяць 2020 року, що розпочався у вівторок 1 вересня та закінчився в середу 30 вересня.

## Події
- 3 вересня
  - Стартували змагання чоловічих футбольних збірних Ліга націй УЄФА 2020—2021, що будуть тривати до листопада 2020 року.
  - На Беліз обрушився Ураган Нана та завдав збитків на 20 мільйонів доларів[1].
- 4 вересня
  - Організатора найбільшої фінансової піраміди в історії України B2B Jewelry Миколу Гонту взяли під домашній арешт[2].
- 8 вересня
  - Протести в Білорусі 2020: двоє соратників Світлани Тихановської — Антон Родненков та Іван Кравцов — після депортації з Білорусі дали прес-конференцію в Києві. Іншу її соратницю, Марію Колеснікову, заарештували через відмову залишити Білорусь.[3].
  - У США уперше успішно клонували коня Пржевальського. Лоша назвали Курт, на честь генетика Курта Беніршке[4]
- 9 вересня
  - Помер Денис Янтар — ветеран війни на Сході України[5]
- 10 вересня
  - Внаслідок масових пожеж в американському штаті Орегон вигоріло понад 300 тис. акрів землі[6].
  - Згідно з даними доповіді Всесвітнього фонду дикої природи за останні 36 років, з 1970 по 2016, кількість диких тварин зменшилась на 68 %[7].
- 11 вересня
  - Етичний комітет Національного агентства з питань забезпечення якості освіти ухвалив рішення про виявлення плагіату у роботах Сергія Шкарлета, т.в.о міністра освіти і науки України[8][9]
- 12 вересня
  - Премію імені Василя Стуса у 2020 році отримав український актор та режисер Ахтем
Сеітаблаєв[10].
  - «Золотий лев» Венеційського кінофестивалю за 2020 рік отримав фільм «Земля кочівників» режисера Хлої Чжао[11].
- 13 вересня
  - Переможцями Відкритого чемпіонату США з тенісу 2020 стали: серед чоловіків — австрієць Домінік Тім, серед жінок — японка Наомі Осака[12].
- 14 вересня
  - В атмосфері Венери знайшли «маркер життя» — газ фосфін у кількості, котру не вдається пояснити відомими абіогенними процесами, тому це розглядається як можливість існування на цій планеті мікробів[13].
  - Президент Володимир Зеленський затвердив Стратегію національної безпеки України «Безпека людини — безпека країни»[14].
  - Олексія Навального, отруєного «Новичком» в Росії, відключили від апарату ШВЛ, він може вставати із ліжка[15]
- 16 вересня
  - Суґа Йосіхіде став 99-м прем'єр-міністром Японії, замінивши Абе Сіндзо, який подав у відставку[16].
  - В англійській Вікіпедії після 13-річних обговорень, в результаті кампанії KyivNotKiev, започаткованої 2 жовтня 2018, стаття про Київ перейменована з Kiev на Kyiv[17].
  - На США обрушився руйнівний Ураган Саллі який викликав сильні повені забрав життя дев'яти людей та завдав збитків на 5 мільярдів доларів[18].
- 17 вересня
  - 20-річний швед Арман Дюплантіс на етапі «Діамантової ліги» в Римі у стрибках з жердиною на відкритому повітрі взяв висоту 615 см, і побив рекорд 614 см Сергія Бубки, який з 1994 року тримався 26 років і 48 днів.[19]
- 18 вересня
  - Пандемія коронавірусної хвороби 2019: кількість хворих у світі досягла 30 мільйонів[20].
- 20 вересня
  - Переможцем велогонки Тур де Франс сезону 2020 став словенець Тадей Погачар з команди «UAE Emirates»[21].
  - Стався файли витік файлів Бюро фінансових злочинів (FinCEN) Міністерства фінансів США про підозрілі фінансові операції на суму 2 трлн доларів США, які свідчать, що найбільші банки світу відмивають гроші, обслуговують олігархів, злочинців та терористів.[22][23][24][25]
  - Відбулося вручення телевізійної премії «Еммі», що пройшло в дистанційному форматі. Найкращим драматичним серіалом визнано серіал «Спадщина», серед комедійних серіалі найкращим було визнано британське шоу «Шіттс Крік»[26].
- 23 вересня
  - Президентські вибори в Білорусі: у Мінську відбулась таємна інавгурація Олександра Лукашенка. США, Канада, Велика Британія, Україна та інші країни повідомили, що не визнають Лукашенка легітимним президентом Білорусі[27].
  - По Канаді вдарив потужний Ураган Тедді, стихія спричинила локальні повені близько 9 тисяч будинків залишилися без світла, загинуло троє людей збитки оцінюються у 35 мільйонів доларів[28].
  - У Нижньому Новгороді розпочалася п'ята щорічна конференція ЦІПР-2020 року, на якій було представлено макет першої російської станції 5G.[29]
- 24 вересня
  - Мюнхенська Баварія перемогла іспанську Севілью та стала володарем 45-го розіграшу Суперкубка УЄФА 2020 року[30].
- 25 вересня
  - Біля Чугуєва на Харківщині при заході на посадку розбився навчальний військовий літак Ан-26Ш. Загинуло понад 20 людей, серед них курсанти Харківського університету повітряних сил. 26 вересня в Україні оголошено День жалоби.[31]
  - Стався витік файлів у Бюро фінансових злочинів (FinCEN) Міністерства фінансів США про підозрілі фінансові операції на суму 2 трлн доларів США, які свідчать, що найбільші банки світу відмивають гроші, обслуговують олігархів, злочинців та терористів.[22][32][24][25]
- 27 вересня
  - Азербайджан і Вірменія поновили військові дії у конфлікті через Нагірний Карабах[33]. Задіяні танки, артилерія і авіація. Уряд Вірменії оголосив військовий стан[34].
- 28 вересня
  - Хокейний клуб «Тампа-Бей Лайтнінг» у фіналі переміг «Даллас Старс» і удруге виграв Кубок Стенлі[35].
- 29 вересня
  - Наваф аль-Ахмед аль-Джабер ас-Сабах став еміром Кувейту після смерті брата Сабах аль-Ахмед аль-Джабер ас-Сабах у віці 91 року[36].